# 巴特萨尔聪根
巴特萨尔聪根（德語：Bad Salzungen，發音：[baːt ˈzaltsʊŋən] ⓘ）是德国图林根州瓦特堡县的城市，也是瓦特堡县的县治，面积152.02平方千米，2023年12月31日人口为23,133人。2018年7月6日，市镇苏尔河畔埃滕豪森、弗劳恩塞和蒂芬奥特并入巴特萨尔聪根。2020年12月1日，市镇莫尔格伦德并入巴特萨尔聪根。

## 友好城市
截至2021年3月，巴特萨尔聪根共与四座城市结为友好城市关系：
- 匈牙利 迈泽克韦什德（1969年8月13日）
- 捷克 斯特拉科尼采（1977年4月22日）
- 德国 巴特黑斯费尔德（1990年3月3日）
- 丹麦 伊斯霍伊（1994年10月31日）